# Domingo Gana
Domingo Gana Cruz (Talca, 10 de julio de 1845 - Londres, 15 de octubre de 1910) fue un diputado y diplomático chileno.

## Biografía

### Familia
Fue hijo de Agustín Gana López y de Josefa Cruz Zapata, y bisnieto de Vicente de la Cruz y Bahamonde y primo del crítico literario Pedro Nolasco Cruz Vergara.
Se casó con Margarita Edwards Garriga con quien tuvo siete hijos: Domingo, Hernán, Alfredo, Margarita, Eugenio, Julio y Joaquín.

### Estudios
Estudió en el Instituto Nacional, luego ingresó a estudiar leyes en la Universidad de Chile llegando a jurar como abogado el 6 de octubre de 1870. Ingresó al Ministerio de Relaciones Exteriores, llegando a ocupar el cargo en la subsecretaría respectiva por casi diez años.

### Vida diplomática
Participó como secretario de la delegación chilena a la fracasada Conferencia de Arica en octubre de 1880 que debía finalizar la Guerra del Pacífico.
En 1882 comenzó su carrera como diplomático; fue ministro plenipotenciario en México hasta 1884, siguió con igual cargo en Brasil en 1885, posteriormente siguió como ministro plenipotenciario en Washington D. C. durante el periodo 1885-1888. Fue ministro plenipotenciario en las cortes de Berlín y Roma en el periodo 1888-1892 y ministro plenipotenciario en España en 1898.
De regreso a Chile, en el periodo de 1893-1894 se hizo cargo de las comisiones de límites con Argentina y nuevamente como ministro plenipotenciario en Washington D. C.. En Chile en 1894 ejerció como miembro del Tribunal de arbitrajes encargado de resolver las reclamaciones de los Estados Unidos de América. 
En su última destinación, fue ministro plenipotenciario en Londres desde 1898 hasta su muerte el 15 de octubre de 1910. Su cuerpo fue trasladado y sepultado en Santiago de Chile.

### Diputado
Domingo Gana Cruz fue diputado en dos periodos: por Limache desde 1876 hasta 1879 y, posteriormente, por Angol entre 1882 y 1885.
Combinó siempre sus actividades diplomáticas con las políticas en los años que estuvo en Chile.